# 鴨川デルタ

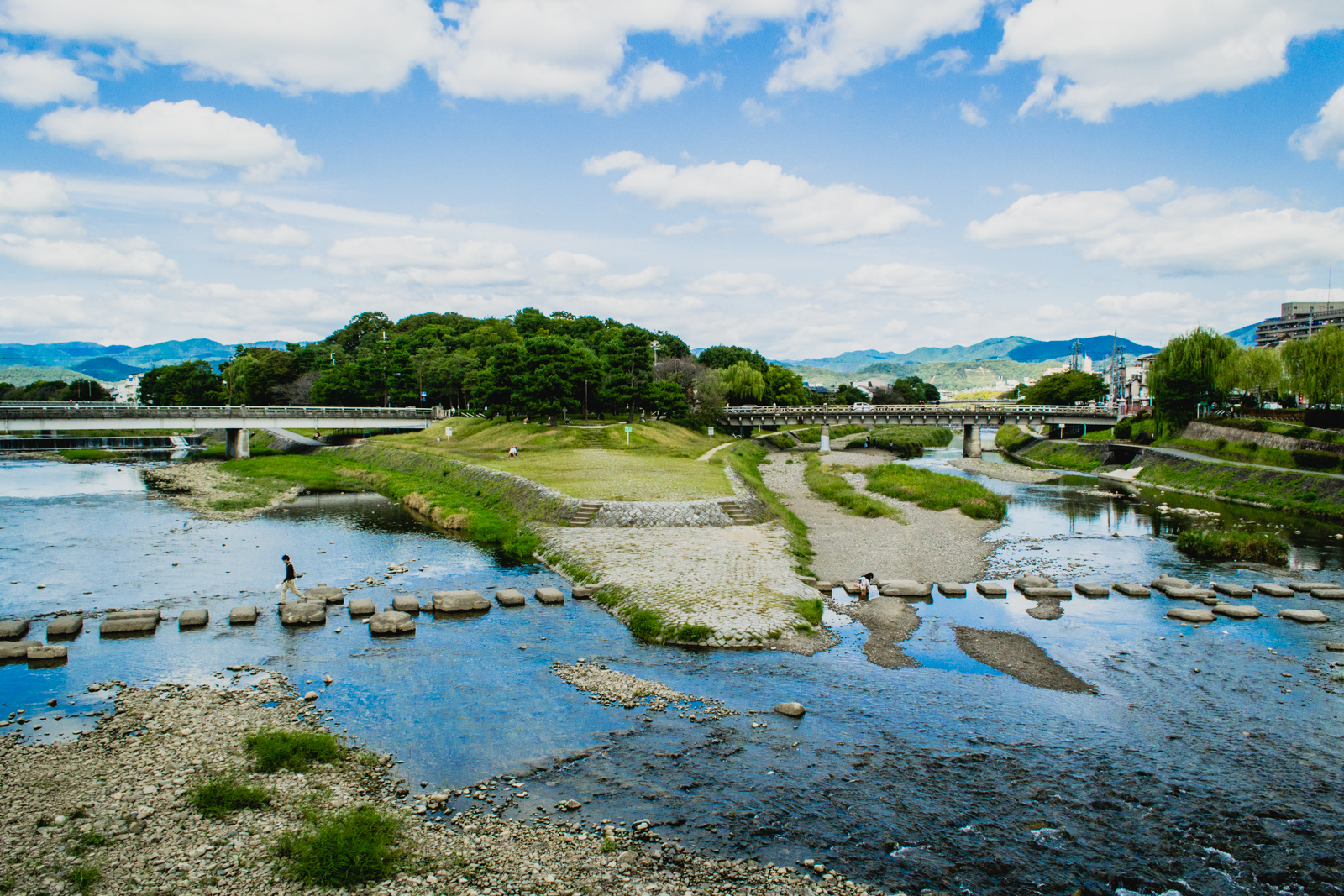
鴨川デルタ（左が賀茂川、右が高野川）

鴨川デルタ（かもがわデルタ）は、京都市左京区下鴨宮河町にある、賀茂川と高野川の合流地点に形成された三角地帯の通称である。
数々の映像作品の舞台、あるいはロケ地となった、いわゆる「聖地」としても知られる。

## 歴史

### 名称の由来
鴨川デルタはかつて糺河原（ただすがわら）と呼ばれていた土地で、相撲や猿楽などの催事が行われる場所として知られていた。いつごろから「鴨川デルタ」という名称が使われるようになったか、その由来は定かではない。一説には、1990年代に学生の間でこの名前が広まったともいわれている。
万城目学と門井慶喜による対談では、この名称が定着したのは森見登美彦の『四畳半神話大系』の影響が大きいと万城目は話している。この作品のアニメ化がヒットしたことで、作中の大学生が口にした「デルタ」の名が世間に知れ渡った。一部の学生間でのみ通じた言葉が一般化したのである。門井が同志社大学に在学していた当時は、単に「三角州」と呼ばれていたという。

### 室町時代
1464年には、足利将軍家の主催により、この地で鞍馬寺の塔建設のための寄付集めを目的とした勧進猿楽が開催された。音阿弥らの観世座が演じ、室町幕府第8代征夷大将軍・足利義政と夫人の日野富子をはじめ、諸大名や庶民までもが見物に訪れた。

### 近代以降

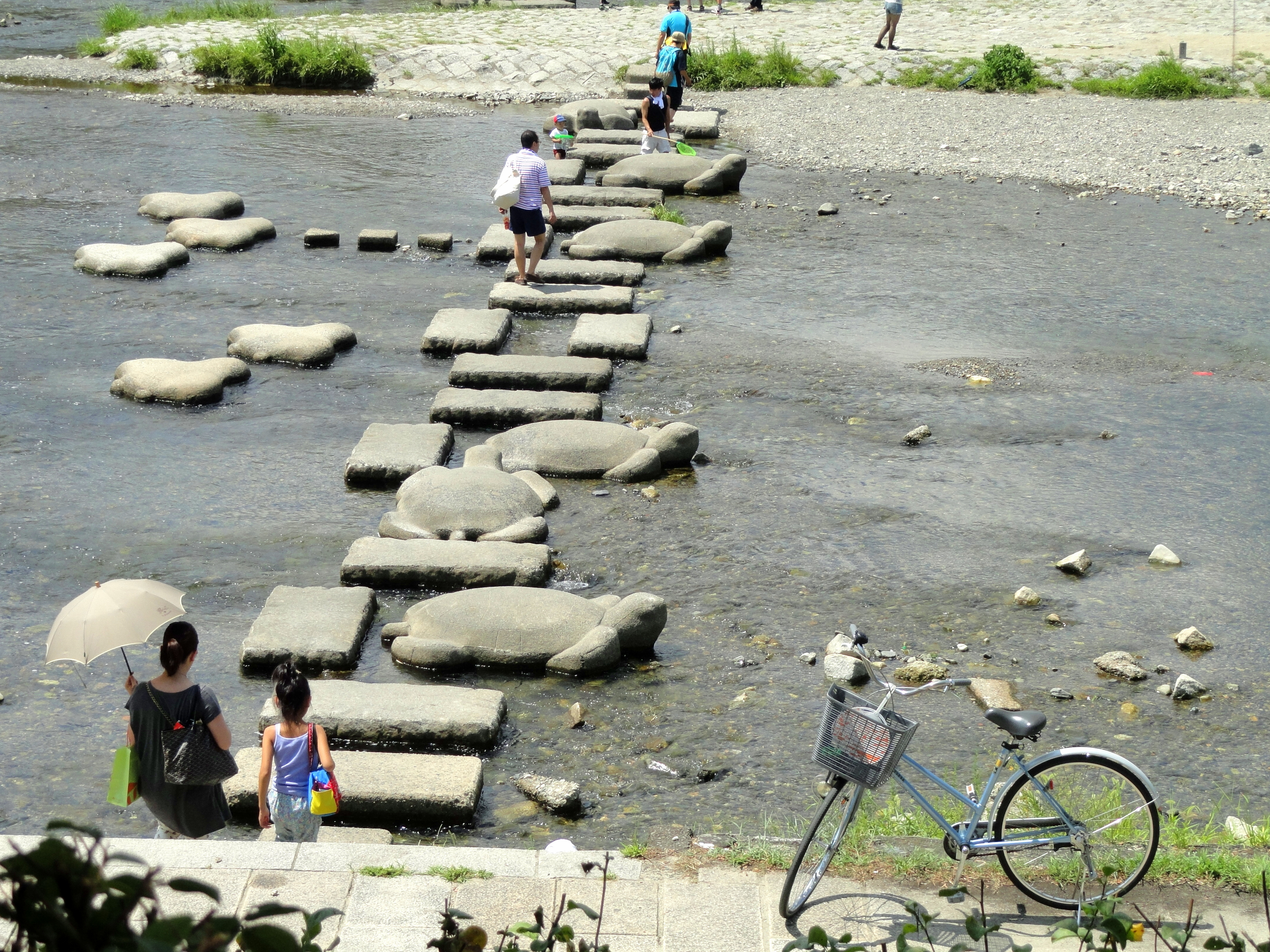
鴨川の飛石

1923年に関東大震災で被災した松竹が移転し、この地の付近に松竹京都撮影所を開設したことから、撮影場所としてしばしば利用されてきた。1974年に閉鎖されてからも『パッチギ!』や『鴨川ホルモー』のほか、多数の映画やドラマのロケ地となっている。
1993年に川にかかるように設置された亀形の飛石は、当初は景観を破壊するという批判もあったが、今では鴨川の風景に溶け込みランドマークとなっている。亀のほか、千鳥、船、三角おにぎり形の飛石が存在する

## 地理
賀茂川と高野川の合流地点の三角地帯の通称を鴨川デルタと呼び、その大部分は京都府立鴨川公園の一部になっている。デルタとは通常河口にできる三角州を指し、上流側に頂点があることから、適切な呼称ではないという意見もある。これについて、編集者の都築響一は「きらきらと輝く川面があり、遊ぶ水鳥やベンチで憩う人、散歩する人、カップル、楽器を奏でる人がいる。広々とした空間にゆったりと時間が流れる場所なら、多少の意味の違いは許されるのだろう」と語っている。
デルタの南側には賀茂大橋が架かり、ここからデルタ一帯を俯瞰することができる。西側には、テレビアニメ『たまこまーけっと』の舞台としても知られる出町桝形商店街が位置している。北側には下鴨神社と糺の森が広がるが、デルタの北側の木立とは別の森である。その一角に旧三井家下鴨別邸が佇んでいる。
季節によって異なる景色を楽しむことが可能である。春には川沿いにサクラが咲き、夏には五山送り火の大文字見ることができる。
交通
京阪鴨東線「出町柳駅」下車すぐ。
京都市バス「河原町今出川」下車から徒歩約5分。

## 文化
散歩や観光など、老若男女問わず人が集う場所である。地元住民は、花見や水遊びにしばしば訪れる。また、近隣にある京都大学や同志社大学の学生でも賑わう。SNS上で、鴨川デルタ周辺をエリアごとに集まる人々を描いた「鴨川デルタ勢力図」が公開されると、大きな話題を集めた。京都大学在学中にこの近辺に住んでいた小説家の森見登美彦は、三条大橋や四条大橋のあたりを「ハレ」の場と表現する一方、賀茂大橋やその一帯を日常とハレの間の、ふわっとほぐれるような空間として表現している。
3人組ロックバンド・10-FEETのTAKUMAは幼少期をこの付近で過ごし、鴨川デルタから出雲路橋にかけてを祖母や母と遊んだ思い出の地としている。20歳のときに両親が離婚し、不安や悔しさからか涙を流す母の姿に衝撃を覚えたTAKUMAが、記憶の中の鴨川と重ね合わせてつくった曲が「RIVER」である。
映画やアニメのロケ地を巡る「聖地巡礼」として訪れる人も多い。映画『たまこラブストーリー』では劇中の重要な場面に使われている。また、映画『ぼくは明日、昨日のきみとデートする』の撮影では、この地でクランクアップを迎えた。

### 舞台となった作品

#### 映画
- パッチギ![3]
- 鴨川ホルモー[3]
- 京都太秦物語[17]
- ぼくは明日、昨日のきみとデートする[16]
- HELLO WORLD[18]

#### ドラマ
- だんだん[19]
- ハンチョウ〜神南署安積班〜[20]

#### ドキュメンタリー
- ドキュメント72時間「京都　青春の鴨川デルタ」（NHK、2016年7月1日）[21]

#### アニメ
- けいおん![22]
- たまこまーけっと[22]
- 四畳半神話大系[22]
- 有頂天家族[22]
- たまこラブストーリー[15]
- 夜は短し歩けよ乙女[22]
- 四畳半タイムマシンブルース[13]